# ماریو روساس
ماریو روساس (انگلیسی: Mario Rosas؛ زادهٔ ۲۲ مهٔ ۱۹۸۰) بازیکن فوتبال اهل اسپانیا است.
از باشگاه‌هایی که در آن بازی کرده‌است می‌توان به هرکولس، خزر، آلاوس، رئال مورسیا، نومانسیا، اوئسکا، ژیرونا، بارسلونا بی، کادیس، و بارسلونا اشاره کرد.
وی همچنین در تیم‌های ملی فوتبال زیر ۱۶سال، زیر ۱۷سال و زیر ۱۸سال اسپانیا بازی کرده‌است.